# Yachtklubben Furesøen
Yachtklubben Furesøen er en sejlklub beliggende ved Furesøen i Rudersdal Kommune.
Foreningen blev stiftet den 12. juni 1927.

## Henvisning
- Yachtklubben Furesøen

| Sport | Spire Denne artikel om sport er en spire som bør udbygges. Du er velkommen til at hjælpe Wikipedia ved at udvide den. |